# جورج إيمرسون بروار
جورج إيمرسون بروار (بالانجليزية:George Emerson Brewer) (وُلد في 28 يوليو 1861 - وتوفي في 24 ديسمبر 1939) هو جراح أمريكي متخصص في أمراض المسالك البولية اشتهر بتعريف احتشاءات بروار في عالم الطب.

## السيرة الذاتية
وُلد جورج بريور في 28 يوليو 1861 في ويستفيلد، نيويورك، وهو ابن الطبيب فرانسيس بريور. تخرج بروار من كلية هاميلتون في عام 1881 ودرس الطب في جامعة بوفالو وجامعة هارفارد، وتخرج بدرجة الماجستير في عام 1885. عمل بروار في مستشفى كولومبيا للنساء ومستشفى جونز هوبكنز قبل بدء العمل في مدينة نيويورك في عام 1887. كما بدأ بروار التدريس في كلية جامعة كولومبيا للأطباء والجراحين. أصبح بروار جراح في مستشفى نيويورك-بريسبيتيريان في نيويورك. في 1893 تزوجبروار من إيفي لايتون براون من تشيستر، بنسلفانيا.
يعتبر بروار المؤسس، والرئيس الأول، لجمعية الجراحة السريرية، كما شغل منصب رئيس الجمعية الجراحية الأمريكية. شغل بروارأيضًا منصبرئيس المؤتمر السريري للجراحين في أمريكا الشمالية، وأصبح المدير الجراحي لمستشفى نيويورك-بريسبيتيريان في عام 1913.
ألف بروار كتاب في الجراحة والتشخيص الجراحي. منحته كلية هاملتون درجة الدكتوراه في عام 1916، ومنحته جامعة كولومبيا الدكتوراة الفخرية في عام 1929، وأصبح زميلًا شرفيًا في الكلية الملكية للجراحين في أيرلندا في عام 1920.
في عام 1917، قام بروار مع 22 طبيبًا آخر و 65 ممرضًا من وحدة قاعدة بريسيتريان التابعة للصليب الأحمر الأمريكي بالسفر إلى فرنسا في الخدمة الفعلية في الحرب العالمية الأولى. أصبح بروار مدير مستشفى قاعدة 2 في إتريتات. كان بروار في أغسطس 1917 جزءًا من فريق جراحي أمريكي، والذي تضمن أيضًا هارفي كوشينغ، الذي حاول إنقاذ الملازم إدوارد ريفير أوسلر، الابن الوحيد للسير ويليام أوسلر، والذي أصيب في معركة يبرس. أصبح بروار في عام 1918 الجراح الاستشاري للفرقة 42 من قوة المشاة الأمريكية، وأصبح فيما بعد كبير المستشارين للجيش الأول.
تقاعد بروار في عام 1928، وسافر إلى فرنسا لدراسة علم الإنسان، وعمل كباحث مشارك في علم الإنسان في المتحف الأمريكي للتاريخ الطبيعي عند عودته إلى الولايات المتحدة. تم تشخيص إصابته بسرطان المثانة في عام 1937، والذي عولج بالعلاج الإشعاعي لمدة عامين؛ ثم تدهورت حالته في ديسمبر 1939، وتوفي في 24 ديسمبر 1939 في مستشفى نيويورك-بريسبيتيريان.

## روابط خارجية
- أعمال أو نبذة عن جورج إيمرسون بروار على أرشيف الإنترنت